# ギー1世 (マコン伯)
ギー1世・ド・マコン（フランス語：Guy Ier de Mâcon, 982年頃 - 1004年）は、ブルゴーニュ伯オット＝ギヨームと妃エルマントルド・ド・ルーシーの長男。父からマコン伯位を継承。本来ならば、次代ブルゴーニュ伯となる人物でもあった。

## 生涯
982年ごろ、ブルゴーニュ伯オット＝ギヨームとその妻ルシー伯ルノーの娘でマコン伯オーブリー2世未亡人のエルマントルドの間に生まれた。
その後986年ごろに、後述の実弟ルノー1世が生まれたとされる。
995年、父オット＝ギヨームはギーをブルゴーニュ伯の相続人として指名し、権力を引き継いでいる。
さらに1002年にギーは父からの要請によりマコン伯位を継承しギー1世となったが、その2年後の1004年に死去した。
妻の名は明確ではなく、一説では母エルマントルドが死別した初婚の夫オーブリー2世と他の女性の孫にあたる名前不明の女性（ベアトリス・ド・マコンと初婚の夫がガティネ伯ジョフロワ1世の娘）とされ、もう一説では妻はシャロン伯ランベールの娘アエリーであったとされる。
ギーの死後は息子オトン2世が、マコン伯位を実弟ルノー1世がブルゴーニュ伯位をそれぞれ継承した。